# Zulská Wikipedie
Zulská Wikipedie je jazyková verze Wikipedie v zulštině. Byla založena v listopadu 2003. V lednu 2022 obsahovala přes 10 400 článků. V počtu článků byla 154. největší Wikipedie. Jednalo se o třetí wikipedii v africkém jazyce, která překonala hranici 100 článků. V lednu 2012 byl vznesen návrh na uzavření této wikipedie, o dva měsíce později byl však zavrhnut.